# Tour de France 1948
Il Tour de France 1948, trentacinquesima edizione della Grande Boucle, si svolse in ventuno tappe tra il 30 giugno e il 25 luglio 1948, per un percorso totale di 4 992 km. 
Fu vinto, per la seconda e ultima volta, dallo scalatore italiano Gino Bartali (i due podi fino a quel momento da lui conseguiti nella Grande Boucle coincisero con i due trionfi). Bartali detiene tuttora il primato di aver vinto due edizioni del Tour con il più lungo periodo di tempo intercorrente tra di esse (1938 e, per l'appunto, il 1948). A detta di molti, la vittoria del fiorentino al Tour del 1948 contribuì inoltre ad allentare il clima di tensione in Italia dopo l'attentato a Palmiro Togliatti del 14 luglio 1948.
Si trattò della quarta edizione della corsa che vide il trionfo di un ciclista italiano. Bartali terminò le proprie fatiche sulle roventi strade transalpine con il tempo di 147h10'36". In seconda posizione nella classifica generale si piazzò il passista-finisseur belga Briek Schotte (all'unico podio della carriera al Tour). Il passista francese Guy Lapébie (anch'egli all'unico podio della carriera nella Grande Boucle) si classificò al terzo posto della graduatoria generale.

## Tappe
| Tappa  | Data      | Percorso                                  | km    | Vincitore di tappa | Leader cl. generale |
| ------ | --------- | ----------------------------------------- | ----- | ------------------ | ------------------- |
| 1ª     | 30 giugno | Parigi > Trouville-sur-Mer                | 237   | Gino Bartali       | Gino Bartali        |
| 2ª     | 1º luglio | Trouville-sur-Mer > Dinard                | 259   | Vincenzo Rossello  | Jan Engels          |
| 3ª     | 2 luglio  | Dinard > Nantes                           | 251   | Guy Lapébie        | Louison Bobet       |
| 4ª     | 3 luglio  | Nantes > La Rochelle                      | 166   | Jacques Pras       | Roger Lambrecht     |
| 5ª     | 4 luglio  | La Rochelle > Bordeaux                    | 262   | Raoul Rémy         | Roger Lambrecht     |
| 6ª     | 5 luglio  | Bordeaux > Biarritz                       | 244   | Louison Bobet      | Louison Bobet       |
|        | 6 luglio  | giorno di riposo                          |       |                    |                     |
| 7ª     | 7 luglio  | Biarritz > Lourdes                        | 219   | Gino Bartali       | Louison Bobet       |
| 8ª     | 8 luglio  | Lourdes > Tolosa                          | 261   | Gino Bartali       | Louison Bobet       |
|        | 9 luglio  | giorno di riposo                          |       |                    |                     |
| 9ª     | 10 luglio | Tolosa > Montpellier                      | 246   | Raymond Impanis    | Louison Bobet       |
| 10ª    | 11 luglio | Montpellier > Marsiglia                   | 248   | Raymond Impanis    | Louison Bobet       |
| 11ª    | 12 luglio | Marsiglia > Sanremo (ITA)                 | 245   | Gino Sciardis      | Louison Bobet       |
| 12ª    | 13 luglio | Sanremo (ITA) > Cannes                    | 170   | Louison Bobet      | Louison Bobet       |
|        | 14 luglio | giorno di riposo                          |       |                    |                     |
| 13ª    | 15 luglio | Cannes > Briançon                         | 274   | Gino Bartali       | Louison Bobet       |
| 14ª    | 16 luglio | Briançon > Aix-les-Bains                  | 263   | Gino Bartali       | Gino Bartali        |
|        | 17 luglio | giorno di riposo                          |       |                    |                     |
| 15ª    | 18 luglio | Aix-les-Bains > Losanna (CHE)             | 256   | Gino Bartali       | Gino Bartali        |
| 16ª    | 19 luglio | Losanna (CHE) > Mulhouse                  | 243   | Edward Van Dijck   | Gino Bartali        |
|        | 20 luglio | giorno di riposo                          |       |                    |                     |
| 17ª    | 21 luglio | Mulhouse > Strasburgo (cron. individuale) | 120   | Roger Lambrecht    | Gino Bartali        |
| 18ª    | 22 luglio | Strasburgo > Metz                         | 195   | Giovanni Corrieri  | Gino Bartali        |
| 19ª    | 23 luglio | Metz > Liegi (BEL)                        | 249   | Gino Bartali       | Gino Bartali        |
| 20ª    | 24 luglio | Liegi (BEL) > Roubaix                     | 228   | Bernard Gauthier   | Gino Bartali        |
| 21ª    | 25 luglio | Roubaix > Parigi                          | 286   | Giovanni Corrieri  | Gino Bartali        |
| Totale | Totale    | Totale                                    | 4 922 |                    |                     |

## Squadre e corridori partecipanti
| N.    | Cod.    | Squadra                  |
| ----- | ------- | ------------------------ |
| 1-10  | BEL     | Belgio                   |
| 11-20 | NLD/LUX | Paesi Bassi/ Lussemburgo |
| 21-30 | INT     | Internazionali           |
| 31-40 | ITA     | Italia                   |
| 41-50 | FRA     | Francia                  |
| 51-60 | AIG     | Aiglons Belges           |

| N.      | Cod. | Squadra                |
| ------- | ---- | ---------------------- |
| 61-70   | CAD  | Cadetti italiani       |
| 71-80   | CSO  | Centro-Sud Ovest       |
| 81-90   | SOV  | Île-de-France Nord-Est |
| 91-100  | OVE  | Ovest                  |
| 101-110 | PAR  | Parigi                 |
| 111-120 | SES  | Sud Est                |

## Resoconto degli eventi
La Grande Boucle partì da Parigi dirigendosi verso ovest, per poi far ritorno nella capitale da est. In questo Tour, che sconfinò in tre stati (Belgio, Svizzera e Italia), i partenti furono 120 e a Parigi arrivarono 44 corridori. Le squadre, nazionali e regionali francesi, furono 12, sempre da 10 partecipanti ciascuno: sei francesi, due belghe, due italiane, una mista Olanda/Lussemburgo e una squadra internazionale che comprendeva belgi, italiani, svizzeri e il polacco Edouard Klabinski. 
La corsa fu vinta da Gino Bartali dopo un'impresa che rimase nella storia del ciclismo. Il campione toscano a metà Tour aveva accumulato 21 minuti di ritardo dal leader della corsa Louison Bobet che, nonostante le vittorie di tappa di Bartali, si era difeso sui Pirenei, tanto che molti giornalisti italiani a seguito della Grande Boucle se ne erano andati anzitempo, dando Bartali per spacciato.
Nel corso della prima tappa alpina, la tredicesima da Cannes a Briançon, Bartali sui primi due colli, Allos e Vars, controllò gli attacchi di Lazarides, Impanis e Robic, poi sul Colle dell'Izoard sferrò il suo attacco alla maglia gialla. Robic fu l'ultimo a cedere al toscano, mentre Bobet perse svariati minuti. La maglia gialla restò sulle spalle del francese per circa un minuto soltanto, ma Bartali nella tappa successiva, da Briançon ad Aix-les-Bains, con le scalate del Galibier, della Croix de Fer, del Portet, del Coucheron e del Granier, vinse nuovamente e conquistò la leadership, difendendola sino a Parigi.
La vittoria al Tour divenne famosa anche per le vicende politiche a essa legate: In Italia si viveva in quei giorni una situazione tesa dopo l'attentato a Palmiro Togliatti, al punto che il Presidente del Consiglio Alcide De Gasperi telefonò a Bartali, suo amico ed estimatore, la sera prima della quattordicesima tappa, per chiedere esplicitamente al campione toscano di vincere la tappa alpina del giorno seguente, come aveva vinto la medesima tappa, ma ben 10 anni prima, nel tentativo di rovesciare la classifica generale. La sera a Cannes, mentre i giornalisti italiani preparavano già il rientro in Italia dando per scontato l'imminente guerra civile, il suo divario era 21 minuti dalla maglia gialla Louison Bobet. L'indomani, con il ritardo ridotto a un solo minuto, Vittorio Pozzo seguì Bartali e sull'Izoard gli gridò la famosa frase "Sei Immortale". La vittoria della tappa sancì il definitivo trionfo al Tour dieci anni dopo l'ultima vittoria, record tuttora ineguagliato. Il trionfo di Bartali contribuì a rasserenare il clima di tensione nel Paese, essendo il ciclismo lo sport più popolare in Italia.
Bartali fu anche il corridore che vinse il maggior numero di tappe in questa edizione: sette su ventuno. Il toscano fu maglia gialla al termine di nove delle ventuno tappe previste: fu leader della classifica generale al termine della prima frazione e, poi, alla fine delle ultime otto. Inoltre si aggiudicò la maglia a pois di miglior scalatore.
Gino Bartali fu il nono corridore della storia del Tour de France ad imporsi in almeno due edizioni, dopo Lucien Petit-Breton, Philippe Thys (fino a quel momento unico ad imporsi in tre edizioni), Firmin Lambot, Ottavio Bottecchia, Nicolas Frantz, André Leducq, Antonin Magne e Sylvère Maes. Come Lambot, Leducq, Magne e Maes, e a differenza degli altri, Bartali non vinse queste due edizioni consecutivamente. Tornerà una terza ed ultima volta al podio della corsa a tappe francese nell'edizione successiva (1949), stavolta non come vincitore, ma come secondo classificato dietro il rivale e connazionale Fausto Coppi.
Per il secondo classificato Briek Schotte, che arrivò sempre a Parigi nelle sue quattro partecipazioni alla Grande Boucle, si trattò dell'unica volta in cui arrivò nella top-ten della classifica generale. Il terzo della classifica generale, Guy Lapébie, arrivò sul podio alla prima partecipazione al Tour, e nell'unica volta in cui arrivò a Parigi (avendo concluso anzitempo le edizioni 1949 e 1952).

## Classifiche finali

### Classifica generale - Maglia gialla
| Pos. | Corridore        | Squadra        | Tempo      |
| ---- | ---------------- | -------------- | ---------- |
| 1    | Gino Bartali     | Italia         | 147h10'36" |
| 2    | Brik Schotte     | Belgio         | a 26'16"   |
| 3    | Guy Lapébie      | Centro-SO      | a 28'48"   |
| 4    | Louis Bobet      | Francia        | a 32'59"   |
| 5    | Jean Kirchen     | Lussemburgo    | a 37'53"   |
| 6    | Lucien Teisseire | Francia        | a 40'17"   |
| 7    | Roger Lambrecht  | Internazionali | a 49'56"   |
| 8    | Fermo Camellini  | Internazionali | a 51'36"   |
| 9    | Louis Thiétard   | Parigi         | a 55'23"   |
| 10   | Raymond Impanis  | Belgio         | a 1h00'03" |

### Classifica scalatori
| Pos. | Corridore     | Squadra | Punti |
| ---- | ------------- | ------- | ----- |
| 1    | Gino Bartali  | Italia  | 62    |
| 2    | Apo Lazaridès | Francia | 43    |
| 3    | Jean Robic    | Francia | 38    |